# 血海 (歌剧)
《血海》是一套朝鮮革命歌劇，於1973年由同名小說改編而成。劇名由已故朝鲜领袖金日成欽定。此剧曾获得象征国家最高荣誉的共和国人民奖。

## 剧情
血海的情節設定在20世紀30年代日本佔領朝鮮期間，主角孫南和她的家人，因為他們在日本人手裡遭受無數悲劇，最終獲得意志力和手段加入共產主義革命，進行反對他們的壓迫者鬥爭。

## 评价
這個故事是為了體現主體思想意識形態的價值觀，以自力更生團結互助作為該劇中心主題。該小說值得注意的是它非常詳細的說明每個人物的角度以及其對暴力冗長描寫敘述。這也是在朝鮮文學課程強制閱讀課文之一。

## 影响
該劇和賣花姑娘也是朝鮮五大革命劇，而該劇已上演1500次，平均1星期3-4次。